# 王勛卿
王勛卿（1886年—1971年12月），字竹銘，河北阜城人，日本東京高等工業學校紡織科畢業，工科進士。
其子王藍是知名作家及藝術家，曾在河北阜城當選為第一屆國民大會代表。

## 生平[2]
- 宣統三年（1911年）九月，經學部驗看考試，得82分[3]，列最優等，賞給工科進士。[4]
- 直隸省臨時省會議員[5]。
- 《實業雜誌》（《直隸實業雜誌》）副編輯[6]。
- 民主黨直隸支部交際科幹事[7]。
- 歷任天津河北工業學院教席、天津河北工業學院紡織實驗館主任、直隸模範紡紗廠長、恆源紡紗廠廠長、河南省衛輝華新紗廠廠長、山東省濟南魯豐紗廠廠長、全國棉業統制委員會委員、紡織學會理事長、天津市公營企業管理處技術顧問．以及中國紡織建設公司天津紡織技術訓練班主任等職。

## 著述
- 《紡紗廠實地經營法》，天津新華書局，1919年10月
- 《植棉芻議》
- 《紡紗廠實地工作法》，1931，華商紗廠聯合會
- 『天津磁器銷售概況』，《實業雜誌》，1911.12，第10期
- 『如何製造火箭飛往月球？』
- 『愛用國貨及改進國貨芻議』，《工業月刊》，1946年第11期，頁7-9
- 『惟勞資爭議評斷委員會為能挽救中國目前工業之危機』，《工業月刊》，1946年第9期，頁5-5
- 『關於工人勞績列級之研究』，《工業月刊》，1947年第3期，頁6-8
- 『增加生產減低工費之科學研究』，《工業月刊》，1946年第12期，頁11-40
- 『減少工廠動力用煤量之關鍵』，《工業月刊》，1947年第2期，頁1
- 『紡織工業的內在危機』，《工業月刊》，1947年第5期，頁3-3
- 『紡織教育之商榷』，《工業月刊》，1947年第11期，頁5-5